# 178
Glej tudi: število 178
178 (CLXXVIII) je bilo navadno leto, ki se je po julijanskem koledarju začelo na sredo.

## Dogodki
- 1. januar